# Людвіг Стрігеус
Людвіг Стрігеус (швед. Carl Ludvig Gunnar Strigeus, нар. 15 січня 1981, Гетеборг) — шведський мільярдер і програміст, відомий як розробник торрент-клієнта "μTorrent". Співробітник і акціонер "Spotify".

## Особисте життя
Карл Людвіг Гуннар Стрігеус, Людде, народився 15 січня 1981 року в Гетеборзі, де проживає до цих пір в районі Ульскрукен. Батько Нільс — архітектор (нар. 29.07.1948), мати Біргитта — менеджер з продажу (нар. 18.06.1946). Має молодшого брата Віктора (швед. Tord Viktor Gunnar нар. 27.03.1983) та ще двох братів по матері на 10 і 8 років старше. Його батьки розлучилися коли він був підлітком. Відвідував середню школу Унсали і гімназію в Кунгсбаці. Він не витрачав на уроки багато часу, але завжди був відмінником.
Дитиною не цікавився іграшками, його приваблювала тільки техніка. У чотири роки він полагодив посудомийну машину. Розбирав кава-машину і тостер, щоб подивитися, що всередині, і збирав назад. Старші брати мали комп'ютер «Commodore VIC-20» і Людвіг спостерігав як вони грають у відео-ігри, але не хотів грати, а хотів розібрати комп'ютер. Вдома було безліч книг про програмування. Коли йому було близько десяти, батько приніс з роботи списаний комп'ютер для Людвіга, який той нарешті зміг розібрати. Стрігеус почав читати всі книги про комп'ютери, які зміг дістати в бібліотеці або купити. Через обмежену рухливість у нього було багато вільного часу. Він почав писати ігри на мові «Бейсік». Підлітком він вже продавав програми та ігри в інтернеті на сайті «Luddes program».
У 2000 році вступив в Технічний університет Чалмерса на програму Комп'ютерна інженерія, де в 2006 році отримав магістерську ступінь і нагороду «John Ericsson Medaljen» за особливі успіхи в навчанні. У 2015 альма-матер присвоїла йому ступінь почесного доктора наук за заслуги в галузі програмування.
Виграв шведський хакерський конкурс «PuzzleCrack» в 2005 році.
Стрігеус, як і його брат Віктор, з дитинства страждають спінальною м'язової атрофією і використовує електричну інвалідну коляску з восьми років. Хвороба не представляє небезпеки для життя, але прогресує: в півтора року він міг ходити, в майбутньому не зможе підняти руки. У Стрігеуса хвороба супроводжується болями і жорсткістю в м'язах. До 2006 року жив з батьками, зараз користується допомогою особистого асистента. Стрігеус багато подорожує і радий, що народився в країні з високою доступністю.
У жовтні 2018 року інвестував у фінську компанію-розробника комп'ютерних ігор «Nitro Games» вісім мільйонів шведських крон.
Володіє сірим мінівеном «Peugeot Partner Tepee» 2013 року і човном.
Людвіг не цікавиться музикою.

## Розроблені програми
- "ΜTorrent " — BitTorrent -клієнт для всіх платформ.[9]
- "ScummVM " — збірка розроблених заново ігрових движків, спочатку розроблена для запуску ігор фірми " LucasArts Entertainment ", що використовують систему " SCUMM "[10]. Розробив в підлітковому віці[3] в 2001 році[11].
- "OpenTTD " — ремейк гри " Transport Tycoon Deluxe ". Випущена в березні 2004 року.
- Портирування ігор "Dr. Mario " і " Kwirk «на калькулятор» TI-89 Titanium "[12].
- «The Idiot» — карткова гра під «Windows»[13].
- «WebWorks» — редактор HTML[14]. Розробив в старших класах[2].
- «TunSafe» — VPN -клієнт для «Windows» на " WireGuard "[15].

До 2019 року Людвіг має 27 патентів в галузі програмування для «Spotify».

## «Spotify»
На останніх курсах в університеті восени 2004 року Стрігеусу було нудно, і він вирішив створити що-небудь велике. Через дипломний проект він знайшов роботу в компанії «ATI» і зосередився на ній. Лише через рік 18 вересня 2005 року він випустив бета-версію клієнта "μTorrent ", яка миттєво стала дуже популярною серед програмістів і звичайних користувачів. Програма була написана на мові програмування C ++, що означало більше коду, але швидку продуктивність і мінімальне споживання оперативної пам'яті. Програма принесла Стрігеусу популярність в Швеції і Кремнієвій долині.
В середині 2006 року Мартін Лорентсон шукав співробітників для свого нового проекту " Spotify ". Його земляк Ніклас Іварссон (швед. Niklas Ivarsson — начальник європейського департаменту «ATI» — розповів про свого співробітника Людда. Лорентсон — бізнесмен, далекий від світу програмістів, і не надав цьому ніякого значення, адже Стрігеус живе в іншому місті, а їх офіс буде в Стокгольмі. Він випадково розповів своєму партнерові Даніелю Еку, що у нього є контакти з Стрігеусом. Ек був краще обізнаний про програміські навички Стрігеуса і тут же призначив зустріч в Гетеборзі. Ек вирішив викупити «μTorrent», щоб Стрігеус міг зосередитися на «Spotify». Ще дві американські компанії хотіли купити «μTorrent», а «Spotify» запропонували найменше грошей, але Стрігеусу сподобалася їхня бізнес-ідея і можливість працювати зі шведською, а не американською командою, і він прийняв в якості оплати акції «Spotify».
7 грудня 2006 року компанія «Spotify» все ж продала «μTorrent» однією з компаній, що змагалася за право викупити його, " BitTorrent, Inc. " За суму набагато більшу, ніж заплатила Стрігеусу. Гроші пішли на розвиток «Spotify».
Першим проектом у «Spotify» у Стрігеуса було написання програми для MS Windows. Стрігеус не звик працювати в команді і на те, щоб «підключити» до нього інших співробітників пішло кілька років. Пізніше він розробив передачу файлів[уточнити]. До 2013 року в «Spotify» використовувався аналогічний торренту пірінговий метод, потім перейшли на потокову модель. У 2011 брав участь в розробці потокового відео (пізніше від цієї задумки відмовилися).
У 2013 розробив «Spotiamp» (пізніше «Spotiamb»), спрощений додаток для Windows, що імітує старий дизайн медіа-програвача " Winamp ".
У 2006 році йому передали 5 % Акцій «Spotify», до 2009 року його юридична особа «Swiftic» володіла вже 2,6 %, а в 2018 — 1,7 %. За відомостями ЗМІ, вартість його акцій становить понад 150 мільйонів доларів США, роблячи його мільярдером в шведській національній валюті. Як і інші шведи-власники акцій компанії, Стрігеус не платить податки в Швеції, а зареєстрував фірму в офшорній зоні — республіці Кіпр.